# Alejandro Garnacho
Alejandro Garnacho Ferreyra (* 1. Juli 2004 in Madrid) ist ein argentinisch-spanischer Fußballspieler. Der Flügelspieler steht bei Manchester United unter Vertrag. Im Oktober 2020 wechselte Garnacho von Atlético Madrid zur Jugendakademie von Manchester United. Er gewann den FA Youth Cup und den Jimmy Murphy Young Player of the Year in Mai 2022. Einen Monat zuvor debütierte er 17-jährig im Premier-League-Spiel gegen Chelsea.
Garnacho spielte in der spanischen U18-Auswahl, bevor er 2022 zur argentinischen U20-Auswahl wechselte und seit 2023 auch für die argentinische A-Nationalmannschaft aufläuft.

## Vereinskarriere

### Jugend in Spanien und England
Geboren in Madrid wechselte Garnacho 2015 von Getafe in die Jugendakademie von Atlético Madrid. Im Oktober 2020 wechselte er nach England in die Jugendakademie von Manchester United. Die Ablösesumme betrug dabei 420.000 Pfund Sterling.

### Manchester United
Sein Debüt für die A-Mannschaft feierte Garnacho am 28. April 2022 gegen den FC Chelsea. Das erste Tor für die Red Devils erzielte er gegen den FC Fulham. In der Nachspielzeit traf er zum 2:1-Auswärtssieg. Exakt ein Jahr nach seinem ersten Einsatz wurde der 18-Jährige mit einem Vertrag bis Ende Juni 2028 ausgestattet.

## Nationalmannschaft

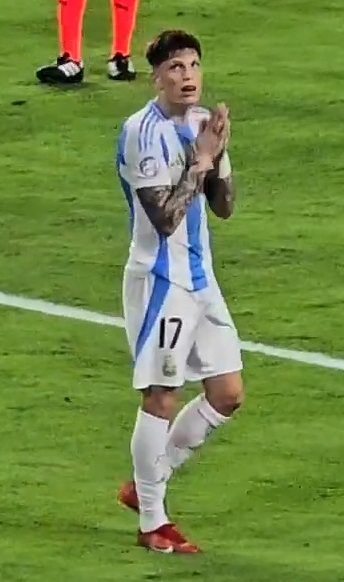
Garnacho mit Argentinien bei der Copa América 2024

Geboren in Spanien darf er zwischen der spanischen Nationalmannschaft und der argentinischen Nationalmannschaft auswählen, da seine Mutter Argentinierin und sein Vater Spanier ist. Er lief 2021 dreimal für das U18-Team Spaniens auf.
Am 7. März 2022 wurde er in die argentinische Nationalmannschaft berufen als Teil des 44-Mann Kaders für die Qualifikation zur FIFA-Weltmeisterschaft 2022. Er wurde jedoch nicht eingesetzt.
Garnacho debütierte für die argentinische U20-Nationalmannschaft ein paar Tage später, am 26. März 2022 bei einem Freundschaftsspiel gegen das US-amerikanische U20-Nationalmannschaft.
Im Juni 2023 wurde Garnacho zur Asienreise der argentinischen A-Nationalmannschaft mitgenommen und debütierte am 15. Juni, als er im Freundschaftsspiel gegen Australien (Endstand 2:0) in der 74. Minute eingewechselt wurde.

## Titel
Nationalmannschaft
- Copa-América-Sieger: 2024

Verein
- Englischer Pokalsieger: 2024
- Englischer Ligapokalsieger: 2023
- Englischer A-Junioren-Pokalsieger: 2022